# Urugi
Urugi (売木村?) è un villaggio giapponese della prefettura di Nagano.